# Ruine Besserstein
Die Ruine Besserstein ist die Ruine einer ehemaligen Spornburg in der Schweiz. Sie liegt auf dem Gebiet der Gemeinde Villigen im Kanton Aargau in einer Höhe von 550 m ü. M. auf dem Geissberg. Heute ist sie verfallen, und es gibt nur noch wenige Überreste.

## Geschichte
Über die Entstehung der Burg ist nichts bekannt. Die älteste erhaltene Erwähnung entstammt einer Urkunde von 1244. Dort wird sie als Lehen der Fürstabtei Murbach bezeichnet. Sie gehörte zum Hof Rein, der sich im Besitz des Klosters befand. Am 13. Februar 1259 trafen sich hier Graf Rudolf von Habsburg und sein Vetter Gottfried von Habsburg-Laufenburg. Im April 1259 verzichten sie zugunsten des Klosters Murbach auf die Vogtei von St. Amarintal in den Vogesen. 1291 wurde der Hof Rein an die Habsburger verkauft, und so kam auch die Burg in deren Besitz. Schon im Jahr 1305 wurde die Burg als Burgstall bezeichnet, war also schon verlassen.

## Die Anlage der Burg
Die Burg liegt am Ostrand eines Felssporns des Geissbergs. Durch einen 200 Meter langen und heute noch etwa 4 Meter hohen Wall mit vorgelagertem Graben wurde die Burg gegen Westen geschützt. Das Gebiet ist etwa 45 mal 25 Meter gross. Heute erkennt man nur noch den Sockel des Turmes.